# Baiersbronn
Baiersbronn è un comune tedesco di 14 942 abitanti, situato nel land del Baden-Württemberg.